# Sōya
Le Sōya (宗谷) est un train express existant au Japon et exploité par la compagnie JR Hokkaido, qui relie la ville de Sapporo à celle de Wakkanai. Son nom fait référence au cap Sōya situé à l'extrême nord de Hokkaidō.

## Gares desservies
Le Sōya circule de la gare de Sapporo à la gare de Wakkanai en empruntant les lignes Hakodate et Sōya.
| Nom des gares   |
| --------------- |
| Sapporo         |
| Iwamizawa       |
| Bibai*          |
| Sunagawa*       |
| Takikawa        |
| Fukagawa        |
| Asahikawa       |
| Wassamu         |
| Shibetsu        |
| Nayoro          |
| Bifuka          |
| Otoineppu       |
| Teshio-Nakagawa |
| Horonobe        |
| Toyotomi        |
| Minami-Wakkanai |
| Wakkanai        |

Les gares marquées d'un astérisque ne sont pas desservies par tous les trains. 

## Matériel roulant
Les services Sōya sont effectués par des rames séries KiHa 261-0.

## Composition des rames
- Série KiHa 261[1]:

| N° de voiture | 1     | 1       | 2       | 3       | 4           |
| Classe        | Green | Réservé | Réservé | Réservé | Non réservé |